# Llista de monuments de la Vall d'Aran

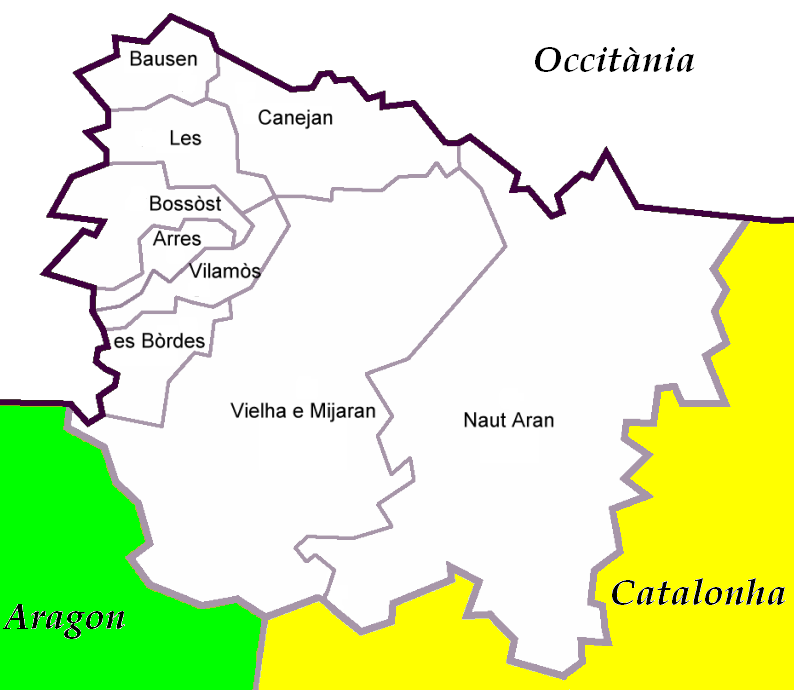
Municipis de la Vall d'Aran

Llista de monuments de la Vall d'Aran inclosos en l'Inventari del Patrimoni Arquitectònic Català de la Vall d'Aran. Inclou els inscrits en el Registre de Béns Culturals d'Interès Nacional (BCIN) amb una classificació arquitectònica, els Béns Culturals d'Interès Local (BCIL) immobles i la resta de béns arquitectònics integrants del patrimoni cultural català.
La llista es divideix en tres àrees geogràfiques:
- Llista de monuments de Naut Aran, pel municipi que forma l'Alt Aran.
- Llista de monuments de Vielha e Mijaran, pel municipi que forma el Mig Aran.
- Llista de monuments del Baix Aran, pels set municipis del Baix Aran (en aranès Baish Aran) o els terçons de Quate Lòcs i Irissa: Arres, Bausen, es Bòrdes, Bossòst, Canejan, Les i Vilamòs